# Desmopachria tarda
Desmopachria tarda är en skalbaggsart som beskrevs av Spangler 1973. Desmopachria tarda ingår i släktet Desmopachria och familjen dykare. Inga underarter finns listade i Catalogue of Life.